# Capoterra
Capoterra (tiếng Sardegna: Cabuderra) là một đô thị ở tỉnh Cagliari, Sardinia, Italia. Đô thị này nằm ở nhành tây của Golfo degli Angeli, cách Cagliari khoảng 15 km. Kinh tế chủ yếu dựa vào nông nghiệp. Ngành du lịch đã tăng tầm quan trọng đối với đô thị này trong các thập niên gần đây.